# یوهانس گروسه
یوهانس گروسه (آلمانی: Johannes Große؛ زادهٔ ۷ ژانویهٔ ۱۹۹۷) بازیکن هاکی روی چمن اهل آلمان است.